# Salten Langsø
Salten Langsø este o arie protejată (arie de protecție specială avifaunistică — SPA) din Danemarca întinsă pe o suprafață de 960 ha, integral pe uscat.

## Localizare
Centrul sitului Salten Langsø este situat la coordonatele 56°04′03″N 9°38′13″E / 56.0675°N 9.636944°E.

## Înființare
Situl Salten Langsø a fost declarat arie de protecție specială avifaunistică în mai 1983 pentru a proteja 10 specii de animale.

## Biodiversitate
Situată în ecoregiunea continentală, aria protejată nu include niciun habitat protejat.
La baza desemnării sitului se află mai multe specii protejate de  păsări (10): pescăruș albastru (Alcedo atthis), buha (Bubo bubo), erete vânăt (Circus cyaneus), lebădă de iarnă (Cygnus cygnus), ciocănitoare neagră (Dryocopus martius), codalb (Haliaeetus albicilla), ciocârlie de pădure (Lullula arborea), ferestrașul mare (Mergus merganser), vultur pescar (Pandion haliaetus), viespar (Pernis apivorus).